# 858년

## 연호
- 당(唐) 대중(大中) 12년
- 일본(日本) 덴난(天安) 2년

## 기년
- 당(唐) 선종(宣宗) 12년
- 신라(新羅) 헌안왕(憲安王) 2년
- 발해(渤海) 대이진(大彝震) 29년 / 대건황(大虔晃) 원년

## 사건
- 발해, 대이진이 세상을 떠나자 동생 대건황이 왕의 자리에 오름.

## 탄생
- 벽진(碧珍)의 성주(星州) 이총언

## 사망
- 발해 11대 왕 대이진.